# 三木俊一郎
三木 俊一郎（みき しゅんいちろう、1968年 - ）は、日本のCMディレクター、映像監督。東京都出身。武蔵野美術大学卒業。

## 概要
葵プロモーション入社後、CMディレクターとして数々の国際的な賞を受賞。その他、石井克人監督作品『茶の味』など、出演作も多い。
石井克人・伊志嶺一（ANIKI）と共にクリエイターユニット“ナイスの森”を設立。同名映画で劇場映画デビュー。
2006年10月社名を株式会社ナイスレインボーとして現在活動中。

## CM
- 日本コカ・コーラ ファンタ
- 旭化成
- LOTO6
- セガ とことんサッカー宣言
- エニックス ドラゴンクエストシリーズ
- エステー化学（現 エステー） ムシューダ
- KDDI

## PV
- L'Arc〜en〜Ciel『CHRONICLE』曲間映像
- T.M.Revolution 「魔弾 〜Der Freischütz〜」

## TV
- SMAP×SMAP Smap Short Films「菅原さん」「コンセント」「トイレ」「のれない」「脱出不可能」

## 出演
- FROG RIVER 原作：石井克人　監督：ANIKI　出演：加瀬亮 尾野真千子 小倉一郎 庵野秀明 他
- ヱヴァンゲリヲン新劇場版:序
- 茶の味　監督：石井克人
- ナイスの森　監督：ナイスの森
- ハル&ボンス、ニュー ハル&ボンス（もち君）
- 山のあなた〜徳市の恋〜
- REDLINE（三木）
- キューティーハニー（2004年）